# RFA Diligence (A132)
RFA Diligence (A132) byla víceúčelová opravárenská loď pomocných sil britského královského námořnictva. Sloužila k opravám a zásobování válečných lodí a raketonosných ponorek operujících daleko od domácích základen. Plavidlo mělo být ve službě do roku 2020, nakonec ale bylo rozhodnuto vyřadit jej z úsporných důvodů již roku 2016. Vyřazena byla 4. srpna 2016.

## Stavba

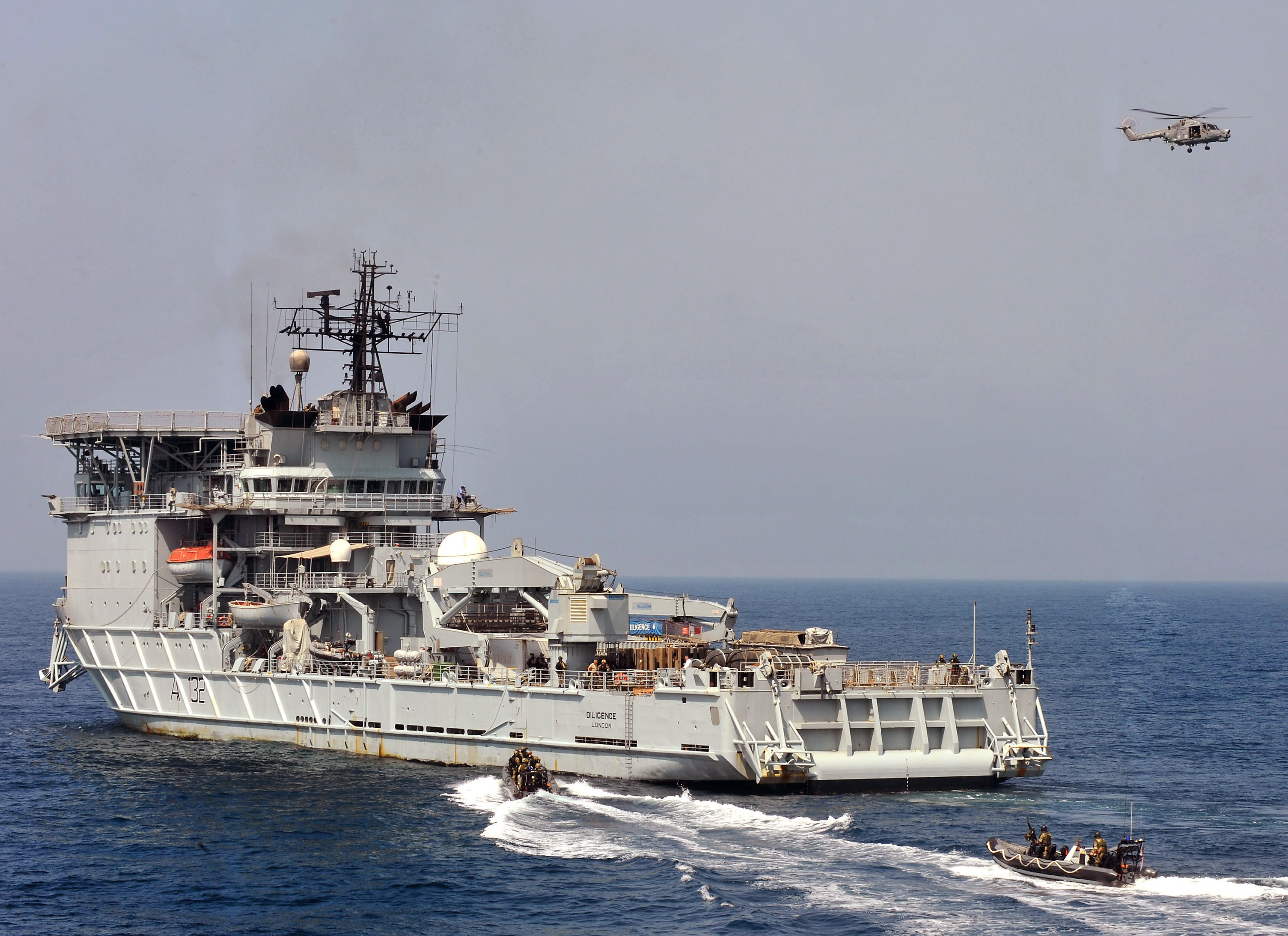
Diligence

Diligence byla postavena loděnicí Öresundsvarvet AB v Landskroně jako civilní plavidlo MV Stena Inspector sloužící k údržbě těžebních plošin v Severním moři. Za falklandské války si loď pronajalo britské námořnictvo, které ji bojově nasadilo v jižním Atlantiku. Roku 1983 námořnictvo plavidlo odkoupilo a přestavělo. Do operační služby jej přijalo 12. března 1984.

## Konstrukce

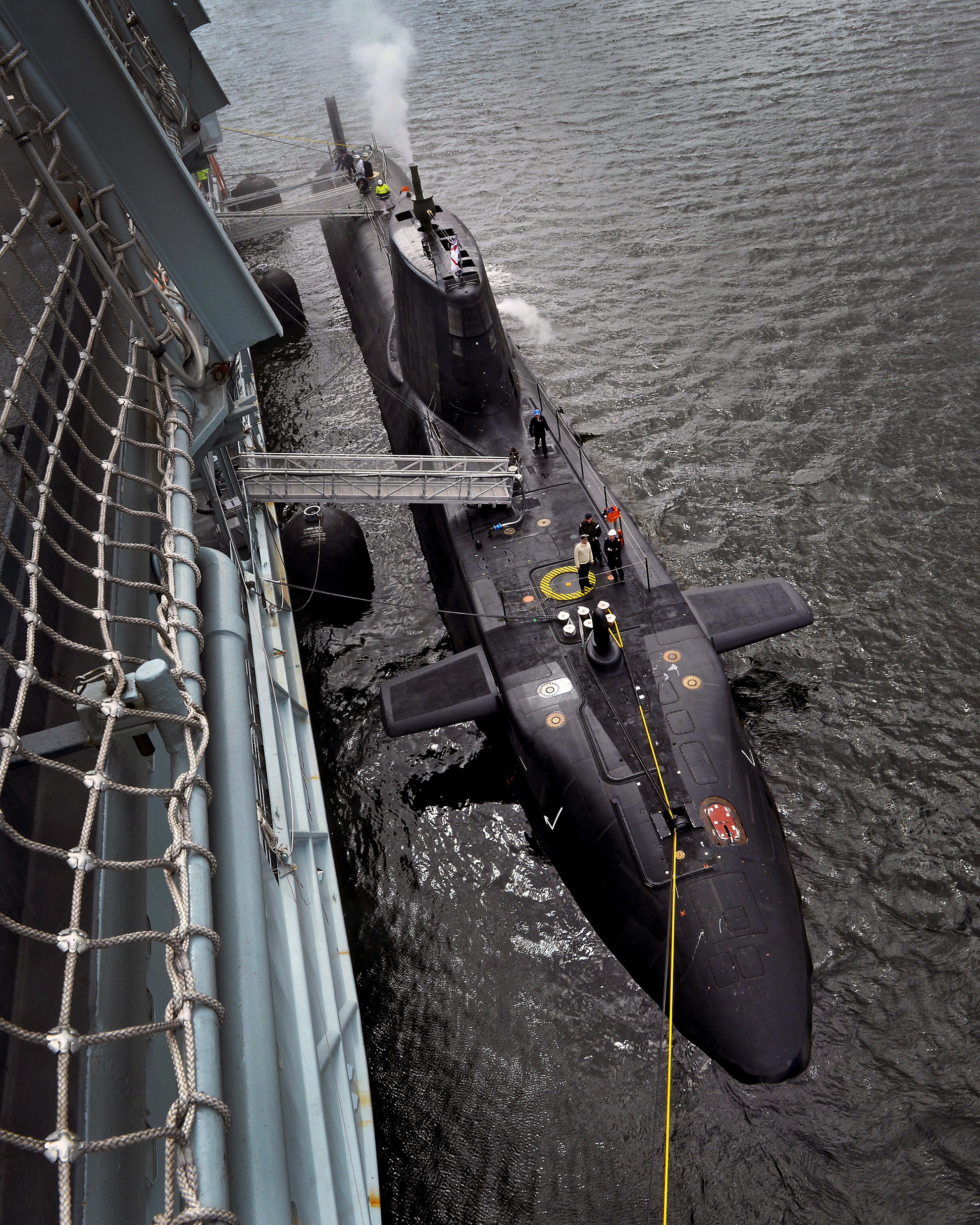
Diligence a jaderná ponorka HMS Ambush

Plavidlo je vyzbrojeno dvěma 20mm kanóny a čtyřmi 7,62mm kulomety. Na střeše hlavní nástavby se nachází přistávací plocha pro vrtulník do velikosti typu Chinook. Pohonný systém je diesel-elektrický. Tvoří jej pět dieselgenerátorů Nohab-Polar a čtyři elektromotory NEBB. Nejvyšší rychlost dosahuje 12 uzlů.

### Operační služba
Plavidlo bylo nasazeno ve falklandské válce, ve válce v Zálivu a válce v Iráku. Roku 2010 bylo rozhodnuto o prodloužení životnosti plavidla do roku 2020, které proto roku 2013 prošlo generální opravou, v rámci které bylo modifikováno pro podporu nejnovějších ponorek třídy Astute. V březnu 2015 plavidlo prošlo menší opravou, po které zůstalo odstaveno v loděnici Cammell Laird v Birkenheadu. V červnu 2016 ministerstvo obrany rozhodlo, že v rámci úspor plavidlo vyřadí už roku 2016.